# 1914 w sztukach plastycznych
Wydarzenia w sztukach plastycznych i wizualnych w 1914 roku.

## Wydarzenia
- Wyndham Lewis proklamuje wortycyzm[1].

## Malarstwo
- Umberto Boccioni

Pijący
- Giorgio de Chirico

Pieśń miłosna
- Maurice Utrillo

Uliczka w Argenteuil
- Edward Hopper

Soir Bleu
Droga w Maine
- Marc Chagall

Skrzypek (1911-1914) – olej na płótnie
Autoportret w białym kołnierzu – olej na kartonie
Gazeta Smoleńska – olej na papierze na płótnie
Modlący się Żyd (Rabin z Witebska)
Święto (Rabin z cytryną)

## Rysunek
- Stanisław Ignacy Witkiewicz

Kompozycja figuralna – węgiel na papierze, 47z62
Kompozycja symboliczna – węgiel na papierze, 48x63,2

## Rzeźba
- Raymond Duchamp-Villon

Koń – odlew gipsowy, 44,5x44,4 cm

## Ready-made
- Marcel Duchamp

Pharmacie
Suszarka do butelek

## Zmarli
- 6 kwietnia - Józef Chełmoński (ur. 1849), polski malarz
- 27 maja - Stanisław Bryniarski (ur. 1829), polski malarz i restaurator obrazów
- 14 lipca - Maria Zambaco (ur. 1843), brytyjska rzeźbiarka i medalierka pochodzenia greckiego
- 25 lutego - John Tenniel (ur. 1820), angielski malarz i ilustrator